# 紅槍會
紅槍會有時又稱紅學會，中華民國大陸時期的華北地區農村自衛組織，因所用武器紅纓槍而得名。紅槍會上承義和團與白蓮教，始自民國初年地主鄉民為對抗土匪、士兵、軍閥而興起，遍佈華北村莊，1920年代中葉全盛期時會眾人數多達300萬。
紅槍會以「保衛身家，守望相助」為宗旨，保護鄉村地主與農民的利益，無意顛覆政府，主要對抗土匪的劫掠、士兵和軍閥的橫征暴斂，曾聯手痛擊河南軍閥岳維峻、吳佩孚與奉軍，反抗國民政府的征稅征糧政策，1930年代一度因被改編為民團而消失，抗日戰爭爆發後再度興起，協助正規軍與遊擊隊抵抗日軍的入侵。
紅槍會自稱有刀槍不入的法力，在戰場上奮勇殺敵，成員須嚴格服從老師和大師兄的指導，叩頭發誓，接受排磚、排刀、排槍的嚴格訓練，領受老師所授的符呪與聖水，吃符念呪，學懂降神附體之術，入會期間三個月素食與戒絕女色，然後據信有刀槍不入之術。
紅槍會一般由地主或鄉紳倡議，招請師傅授徒，村民各出入會費及攤派保護費，會堂設於村中廟宇或祠堂，當中設有香火，掛有神像與符籙。中共力圖拉攏紅槍會，想把紅槍會改造為農民協會，吸收為革命力量，但改編行動並不成功。

## 起源
紅槍會上承義和拳:1，像義和團一樣深受民間宗教影響，會員相信奉行了一定的儀式，吃符念呪，就會刀槍不入:161。1900年，義和團被鎮壓後瓦解，倖存者放下武器，歸隱鄉里:9，山東西部許多義和團團眾轉為地下活動。民國初年，盜匪日益猖獗，再次喚起他們久負盛名的自衛術，成為剛崛起的紅槍會老師:161。1916年袁世凱死後，國家分裂，在河北、河南、山東交界地帶，盜賊蜂起，官府束手，人民苦不堪言。舊義和拳民潛伏16年後，這時死灰復燃，再度興起，仍以「保衛身家，防禦盜賊，守望相助」為目的，放棄義和團之名，改稱「紅槍會」:9。也有學者指出紅槍會源自白蓮教:264，繼承鄉村民團的自衛傳統，和清代聲稱有刀槍不入之術的白蓮教教派金鐘罩、鐵布衫有關，跟1917-1918年在河南西部出現的「硬頭兒」也有關係。「紅槍」之名，指該團體最常用的武器：飾有紅纓的木桿槍:160-161。因村民沒有新式武器，為防禦土匪，每人備槍一枝，槍頭為鋼鐵所製，約長一尺，套於五六尺長的桿子上，錐下桿頭處，紥以紅蔴、染紅的馬尾或粗紅絲線，名曰紅槍:9。
紅槍會最早出現於何時，無法斷定。有人認為最早出現於1911年，為了對應土匪白狼而成立，另一說法是1915-1916年，為了對應土匪老洋人:161-162。戴玄之認為，1916年，紅槍會初起於義和團發源地山東西部曹州、東昌一帶，蔓延到河南、河北南部、江蘇北部、安徽北部:10。裴宜理指出，紅槍會之名在1920年左右出現:161，三谷孝則認為在1921年前後出現:58。1919-1921年活躍於山東南部的紅旗會，是民國時最早紅槍會之類的組織，為應付當地孫氏匪幫的威脅而發展:164。1920年起，北洋軍閥混戰，遍地土匪潰兵，鄉民為求自保，各處紅槍會蜂起，多以紅槍為唯一武器:10。當時華北平原上，土匪和軍隊橫行無忌:162，至1925年，河南省土匪人數有十萬人以上:171，而政府缺乏控制能力，在政府權力不及、土匪猖獗的地方，人們不得不借助民間自衛團體，加強看青會等防禦措施:163。人民苦於無法禦敵，紅槍會吃符念呪，刀槍不入的邪說乃乘虛而入，各地村莊紛紛學習紅槍:73，廣泛結成紅槍會，以防禦地方，大大小小的槍會遍布華北鄉村。遭受掠奪威脅越嚴重地區，紅槍會就愈活躍，如1923年，徐州地區各村開始組織紅槍會，以彌補正規民團的不稱職。美國駐華北的領事曾評論說：「大體看來，它是遭受土匪和官兵擾害之苦的農村居民的健康反應。」:163、165、167

## 宗旨
紅槍會的宗旨是「保衛身家，守望相助」:96，是鄉村自衛運動，扺抗土匪、軍閥及政府征稅者:159。最初目的專在防禦土匪，後來因軍隊不但不能剿匪，反而紀律敗壞，擾民與匪無異，村民轉而仇恨士兵，紅槍會與官兵交惡，襲擊軍隊，抗捐抗糧，懲罰貪官亦時有發生。九一八事變後，東北的紅槍會以「保國衛民保家鄉」，「驅逐日寇，恢復中華」為宗旨:96-97。1920年代，田賦和雜稅的需索有加無已，鄉村富豪抗拒這些新勒索。紅槍會挑戰華北地方政府權威，痛恨政府官員及其捐稅政策，視之為鄉村財產所有者的威脅；對新上台國民政府的措施往往採取反對態度:159、182。紅槍會雖然參加抗稅鬥爭，但針對的主要是縣政府、軍閥和稅吏，無意顛覆政府:323。紅槍會聲稱自己的會首是皇帝的合適人選，但不像白蓮教那樣，沒有進一步奪權叛亂。在地方名流領導下，紅槍會會反抗政府，但不會發動大規模叛亂。如果政權能保護地方名流的利益，紅槍會對抗就會大大減少。紅槍會或偶有劫掠，但沒有失去其防衛、保護有產者利益的基本目的:184、179。紅槍會會抵制西式學校等現代化措施:264，但跟義和團不同，紅槍會並不排外:201，甚至保護洋人主持的華洋義賑會的慈善工作:302。
紅槍會一般紀律良好，普通規約有四條：一．不得姦淫婦女；二．不得搶劫財物；三．不准殺人放火；四．不准毀罵神佛。據信犯戒者法術失效，會被子彈打死:91。許多紅槍會制訂紀律條令，但這類規章難以付諸實施。正式出版的條例1927年由河南鄉紳王印川創制，印刷成幾萬份散發，被視為紅槍會通用的會規，要求所有會員宣誓嚴格遵行。會規共20條，第一條明確指出該會目的，在於以武裝團體，使人民實行自衛，得以安居樂業。後面幾條強調孝敬父母兄長、愛國愛鄉、患難與共等。這套規章大多按照軍隊紀律模式生搬硬套:207，多屬理想，與事實脫節，未見施行:96。

## 歷史

### 1921-1925年
1920年代起，紅槍會會眾人數愈多，派別愈眾，流傳愈廣，以河南、山東、河北三省最為盛行:10。直至1923年，紅槍會並不直接與官方為敵，而是著眼於應付土匪威脅。只是在當局干涉防衛活動時，紅槍會才把矛頭指向官府。大凡在政府盡力對付土匪的地方，紅槍會都願意合作。如在江蘇睢寧縣，紅槍會多半是正規防禦武裝的成員，因為當地政府只要求農家向民團出人，而不必交納各項雜捐，民團首領也由農民自己推舉，而不是政府硬性指定。土匪是推動紅槍會組織的主要因素，而軍隊掠奪成性，也是構成民眾自衛的主因。當軍閥士兵蹂躪華北平原，以彌補糧餉之不足時，農民開始轉而防衛和針對這些入侵者。紅槍會的活動區域，亦從土匪橫行的地區擴展到軍事佔領的中心地區:166-167。1923年，吳佩孚欲利用紅槍會勢力，分別委任尹子鑫、婁百循、高憲周等會首為豫衛軍總司令、旅長等，名目數以千計:84。同年，紅槍會與軍隊在河南盧氏縣爆發戰鬥，當時陝軍佔領該縣，不但大肆開征各種捐稅，還征用大量民夫服役，農民群情激憤，紅槍會等地方自衛組織組成10萬人的聯合武裝，包圍縣城，發誓要驅逐陝軍，與縣城官員談判後達成協議：大部份陝軍撤走，只留下一個師，禁止強征暴斂或任意拉夫。但留下來的這個師與土匪勾結而不剿匪，紅槍會等繼續要趕走他們，再次大舉圍城:168、170。
1925年，紅槍會的活動重心轉而到抗稅鬥爭。當時軍閥佔地廣闊，橫征暴斂，濫發紙幣，征服地區的農民開始聯合抵抗，合作防禦。紅槍會由單純以村莊為單位，發展成地域廣大的聯盟。河南是聯軍的中心，其大本營通常設立於鐵路沿線，這正是軍閥部隊拓展的路線。最著名的戰鬥發生在河南督軍岳維峻及其繼任者吳佩孚的高壓統治時期。岳維峻是馮玉祥部下，對農民征斂不已，尤其是鐵路沿線的農民:170。紅槍會在京漢鐵路和隴海鐵路之交的滎陽縣設立大本營，1925年，約有50萬紅槍會成員在滎陽地區湧現，儲備糧草，鑄造兵器。因縣長逮捕鄰近的滎澤縣紅槍會會首的父親，1926年初，約13000紅槍會會眾進攻滎陽縣府，洗劫了軍械庫，砸開監獄，釋放了會首之父及其他犯人，焚燒了縣長之家。最後政府軍鎮壓了這場叛亂。在滎陽以東120公里的杞縣，紅槍會的抵抗更激烈，領袖婁百循統領來自鄰近三四縣的紅槍會約30萬成員:171，軍閥吳佩孚把聯絡杞縣紅槍會視為佔領河南的關鍵，向婁百循許以高級軍銜，以及會眾免稅三年的條件，由此取得紅槍會的幫助，挫敗岳維峻軍隊，奪取了河南。但紅槍會好景不常，吳佩孚掌權後迅速翻臉，槍殺了4位紅槍會會首，並下令解除紅槍會武裝，恢復繁重稅額。婁百循號召會眾拒不繳械，繼續進行聯合抗稅的鬥爭:172。 

### 1926-1928年
1926年5月，各地紅槍會開始反抗吳佩孚:120。該年3、4月間，杞縣數千農民的示威取得成功，稅務局人事重組，紅槍會重獲敗政管理權。吳佩孚調集大軍，前去摧毀婁百循所居之村白樓寨，婁百循事先逃脫，但餘下五千居民全部喪生，白樓寨被吳軍佔領。婁百循決心以牙還牙，聚集相鄰村莊紅槍會會眾一萬多人，進攻白樓寨，但因力量不足，一星期後被迫撤退:173。婁百循再次逃脫，殘存的紅槍會成員向鄰近的睢縣洩憤，帶著槍炮和雲梯包圍縣城，拒絕一位外國傳教士的調停和議和，這時佔領杞縣的軍隊前來解圍。婁百循殘部與安徽亳州千餘名土匪聯合，前往進攻淮陽縣城，不得要領時，轉而騷擾和掠奪附近村莊，最後民團和軍隊合力，成功驅逐這些不受歡迎的紅槍會和土匪。婁百循一案說明，紅槍會如果丟失村寨，也可能像土匪一樣成為掠奪者:174。
紅槍會力量在北伐時達到頂峰，北伐戰爭導致紅槍會叛亂激增:181、184。1926年夏，國民黨發動北伐，淮北紅槍會和土匪聯手對抗北伐軍，紅槍會組織了五萬名左右的徒眾，進攻河南南陽縣城，並破壞京漢鐵路，以阻止國民黨軍隊北上:176。1927年，紅槍會僅河南省人數已達150萬，加上河北、山東、安徽，總數在300萬以上。其時武器除紅纓槍外，已有不少新式槍械，多得自各軍隊之手，其勢力不僅可以防匪，且能左右政局:85-86，擁有90%的河南農民武裝。該年春，紅槍會在河南南部進攻軍閥魏益三，在洛陽進攻土匪張治公，在河南北部協助驅逐奉軍，在安徽蚌埠協助大敗直魯聯軍:224、180。北伐軍到達河南時，紅槍會再度起而反對吳佩孚的統治，終於打敗軍閥，紅槍會會首婁百循一雪前恥，佔領開封，成立自治政府，自任自治軍總司令。同年3月，河南確山縣幾支紅槍會配合軍隊佔領縣城，建立一個七人委員會壟斷縣政三個月，同年6月，紅槍會又分別劫掠河南滑縣及河北永年縣:181。
各紅槍會之間偶然會互相攻擊。1926年初，滎陽縣「小紅學」萬餘人與對手「大紅學」數萬之眾及其盟友黃槍會3000人交鋒，激戰五小時，小紅學得勝，黃槍會土崩瓦解，大紅學首領被迫支付5萬元現金，其部眾為小紅學收編重組。紅槍會和其他秘密結社也偶有衝突。1926-1927年，紅槍會曾和天門會合作阻止奉軍，但與紅槍會不同，天門會跟地主為敵，殺死了一批地主豪紳，兩幫人反目成仇。1928年，河北永年縣白槍會首領被天門會殺死，為了報復，白槍會謀殺二三十名天門會成員，天門會亦不甘示弱，燒掉白槍會首領的房屋，亦燒死其兒子。雙方持續互相報復。在曲周縣，紅槍會亦與天門會鬥爭，殺死其會眾的家屬:177。在河南信陽縣，有地方亡命之徒組成「光蛋會」從事掠奪，與紅槍會在當地互相仇殺。1928年，紅槍會擊潰安徽盱眙和定遠縣的土匪後，匪徒逃到徐州附近的村寨。有時土匪會冒認為紅槍會，襲用某些儀式，借紅槍會之名而劫掠，擄人勒索:179-180、176。

### 1929-1937年
紅槍會與國民政府時而勉強合作，時而公然反抗。1920年代末，國民黨起初征收高額捐稅，企圖鏟除落後文化習慣，激起紅槍會的強烈不滿。後來政府被迫放棄對鄉村的征斂，與地方防衛者達成妥協，紅槍會被編入官方防禦體系，各省政府下令各縣建立連莊會:184，村民建立紅槍會後往往仍稱連莊會，以符合官方法規。如江蘇睢寧縣的所謂連莊會，幾乎全由紅槍會會眾組成，看來名正言順。在紅槍會跨鄉連村之處，這些大規模的聯盟常常也有連莊會名號。就算紅槍會編入正規民團武裝，他們仍經常繼續抗稅。如在洛陽，紅槍會雖改編成民團，仍不交稅，以致四個月內有五位縣官被解職:185。紅槍會一度逐漸走向公開造反，把抗擊的矛頭轉向政府官員，達到向政府命令挑戰的程度，但他們的根本目的是維護農村的權力關係，保護地方利益。在南京國民政府統治的十年間，國民黨願意與鄉紳名流達成妥協:212，採取調適政策，向地方名流和解合作，減輕賦稅，於1930年擊敗軍閥馮玉祥後，在農村實力增強，才能解散紅槍會，或改編其為官方民團。國民政府於1930及1931年下令，所有從前的自衛團體若不解散，就要改成民團，紅槍會遂戲劇性地消失。到1930年代初，保留紅槍會名號的防衛性團體所剩無幾，絕大多數被編入政府創設官方認可的民團系統:186-187，大多數紅槍會抹去其宗教色彩。在國民當與地方精英合作期間，很少有紅槍會活動發生。1935年江蘇沛縣罕見地爆發紅槍會暴動。當地官員試圖進行土地登記以增加稅收，地主們重新組織紅槍會襲擊警察局，搗毀政府機關:212、188。

### 1937-1945年
抗日戰爭爆發後，紅槍會再度興起。日本人入侵華北，國民黨撤出農村地區，地方民眾被迫自發抵抗，重組紅槍會，再次挺身而出保護社區:184、189，起初僅為防匪為目的，後來出於愛國:98，加上當時日軍軍紀混亂，常發生強姦事件，紅槍會等奮起反擊:406，紛紛與日軍對抗。1938年夏，紅槍會在淮北幾乎無村無之。1938年7月，16支紅槍會埋伏和攻擊從江蘇渦陽縣開往宿縣的日軍，擊斃80餘人。《皖報》社論讚揚：如果他們能在政府的領導下，就能在打擊敵軍戰鬥中比正規軍表現得更加出色。1942年，單是淮北的紅槍會據說有50萬之眾:189、239。1943年河北永清縣發生紅槍會叛亂事件，激烈抵抗日軍縣警備隊:409、413。從1938年春到1945年抗戰結束，紅槍會在抗擊土匪和日軍方面一再獲勝。日軍偶爾也能壓制紅槍會:190，對紅槍會兼用鎮壓與懷柔的政治手段:427。1938年8月，日本人利誘12名紅槍會會首，簽字放棄領導1500名紅槍會會眾。1942年起，日本人開始有組織地拉攏紅槍會，想以日本人發起的「新民會」取代之，但並不成功。紅槍會有效地協助國民黨軍隊對抗日軍。但紅槍會並沒有特別靠攏國民政府，雙方仍時有摩擦:191。

### 1946-1950年
紅槍會一直延續到民國政府遷臺。直到1948年，紅槍會仍在反抗國民黨統治和征稅，以白槍會名義在河南北部和東部頻繁活動:192。1950年夏，紅槍會與中共爆發衝突。由於安徽蒙城縣政府囚禁一些拒絕交出餘糧的農民，幾百名紅槍會的秘密成員焚燒了區政府，殺死了區長，控制了縣城。其後一千多名紅槍會成員埋伏在公路旁的高梁田地裏，伏擊政府從阜陽縣調來鎮壓的公安部隊，政府調集一支更大的部隊，在叛亂後一個月收復縣城。從山東南部和河南東部趕來增援的紅槍會小股隊伍被驅散，蒙城當地紅槍會成員企圖抗擊政府軍，但不成功，首領用紅纓槍自殺身亡:266-267。

## 宗教修練

### 入會儀式
紅槍會之刀槍不入，據信必須經過複雜的入會儀式，與嚴格訓練。入會考驗至少幾星期，通常三個月始告完成。在軍閥猖獗，急需新成員的時期，最簡單的步驟也一般持續三到四星期。:193入會那天，新會員通常要沐浴淨身，標誌著新生活的開始:195。新入會者在進入紅槍會香堂後，跪在教師面前發誓保守秘密，然後教以紀律條令，如禁止奸淫，禁止殺害無辜，禁止肆意搶掠等:194。會眾要在教師面前叩100個頭，發誓服從，教師授以呪文，畫一道紙符，令其焚燒吞服:193。在某些鄉村，第一天的儀式包括燒紙錢、上供品，並在神祇牌位、老師以及會眾跟前叩上無數過頭。儀式結束時，會首給新信徒噴酒聖水，然後由教師授與四句有法力的呪語：「我手執紅纓槍，祖宗法力滿身上，敢說不怕天和地，隨心所欲到處闖。」從第二天開始，所有新徒眾每晚要到香堂焚香、長跪，持續49夜，方完成淨化訓練:195。會員每日兩次到香堂焚香，跪在關羽像前祈禱。除了經常畫符念呪外，新會員還必須參加「夜跪」儀式，深夜時隨教師來到荒地上，雙目緊閉，靜跪兩三小時。如此反復幾個星期後，新會員要遭受教師一系列打擊而不得顯露痛苦的表情。歷經考驗後，第一階段完成，教師才贈以三道寫有法術程式的紙符：一焚燒，一佩戴身上，一吞服，並教以刀槍不入的神符：「前面打槍，挺起胸膛；背後打槍，挺直脊梁；槍打兩肩，如鐵似鋼；龜蛇二將，在前站立；各位桃仙，急急護法。」:194。
之後要進行幾個星期的武術訓練，先是拳打，次排磚，三排刀，最後排槍，以練就金剛不壞之軀。武術訓練一般在戶外空地進行，只允許會員觀看。場地中央一般擺一張桌子，新會員在桌前排列。教師淨手、焚香、跪下祈禱，誦讀祈求神靈保祐的呪語，焚燒一道符籙，將紙灰置於水中，分給新會員飲服。然後將幾塊磚頭置於信徒頭上，由教師砸磚，磚碎而不傷其頭部。如磚頭沒有打碎而信徒痛苦叫喊，他就會受教師責罵，指其品行不端。只有那些不感痛楚的人，才可以進行更危險排刀訓練。先由教師焚香，信徒跪在桌前祈禱後，教師用刀砍其袒露的肚子，被砍之處不留傷痕，至多只留一道白色的印記，如此才能進入最高階段排槍排炮的訓練。教師站到約15步遠之處，向接受排槍訓練者射擊。凡被槍擊而死者，都被譴責為心懷異志:193。排槍排炮有很大危險性，有一個村子在訓練中打死徒眾十人後，教師也被毆打致死。老師為了保持刀槍不入法術的威嚴，和博取群眾支持，或以空彈代替實彈，或索性免去這一環節。有的紅槍會則以符籙和呪語，代替實彈射擊的危險訓練:194。教授武術技能這一訓練要49天，而後贈以三道符呪，加上第一天的跪拜、49天的淨化和最後一天的演習，入會程序總共需100日。為了接受神力，新會員要奉行某些禁忌，如在入會的百日間須戒絕性關係，因女性會使法術失靈。許多紅槍會禁止入會期間食肉:195。

### 刀槍不入
紅槍會有口號「功到百日，刀槍不入」:264，設計了一套求神保祐的儀式，獲取刀槍不入的法力，會員通過敬神儀式的考驗，並遵守戒律，才能在戰鬥中不受傷害。各門派的儀式繁簡不一，其目的別無二致：修練刀槍不入之功。只要會員參加儀式，不越規犯禁，任何武器均不能傷害。多數會員相信自己獲得神功，有的並欲在他人面前演示:192、196。有時旁觀者也會被他們的演練說服。若刀槍不入的神話被現實戳穿，老師總是說此乃受害者行為不端，以致法術失靈。有次山東一支紅槍會與土匪交鋒中有5人喪生，29人受傷，教師歸因於某人向村子的井裏投進了蝦皮:197。儘管法術屢屢失靈，但紅槍會中刀槍不入的信仰仍盛行不衰，對新環境有極強適應性。即使繳獲了許多現代化武器，刀槍不入的信仰並沒有減弱:198、201。
為保證法力有效，紅槍會成員要遵守一定的規定和紀律，最重要是嚴格保守會內活動的秘密，保守秘密既在於防止敵人竊取情報，也在於使成員潔身自好。成員亦禁止奸淫、搶劫、殺人放火，辱罵神佛等。奸淫據信是獲得法力的大忌，違犯者如到戰場上無異去送死。有越規犯禁者，重則處死。會規大多包念孝順父母和尊重師長等內容，會員要按照禮義廉恥的儒家倫理行事，這是源於那些出身名流的領袖。除了維持很高的個人道德水平外，紅槍會還要求成員參加常規武術訓練和宗教禮拜。武功訓練通常包括排磚、排刀和排槍，訓練一律輔以祈禱。宗教禮拜本身通常包括長跪、焚香和誦唸與保護神溝通之符呪。敬奉的神祇包括各種民間諸神：關羽、觀音菩薩、西天佛祖、桃仙、周公、老子、孔子等等幾十位神靈。許多神靈取自《封神演義》，那些角色在小說中互相為敵，但不妨礙祂們共同成為崇拜對象:200。請神是入會儀式的特色。教師焚香後，為新徒眾跪請各路神仙顯靈，默念「弟子某某謹請玉皇大帝出官離位下天堂聞香」等語，諸位天神，從觀音娘娘到周公，就這樣請來附在徒眾身上，賦予其超能力:196。降神附體後，成員言行舉止會酷似在戲劇中神靈的角色:149。
書面和口頭的符呪，對紅槍會來說十分關鍵。這類符呪有300多條，普通會員至少要掌握100條，五花入門。有次紅槍會聚會中遇到日軍飛機經過，教師說他們一直在唸「封洞呪」，可以封住日本人的槍管，使之無法開槍射擊:200、198。有時符呪也用來醫病，教師會開列一紙符籙讓病人吞服，更普遍的用途是意在刀槍不入。戰鬥前，符呪有多種用法，直接寫在身上，或放在頭巾裏，或戴在頸上，不停地默誦，有時要吞服。吃符唸呪能提高作戰勇氣。符呪通常用朱硃寫在黃裱紙條上，後者內含硝石，而朱砂是一種神經鎮靜劑，兩種藥物混合，有助於產生一種大無畏、刀槍不入的幻覺，幻覺可持續兩小時左右，足夠應付對付土匪一類的小規模戰鬥。紅槍會也運用氣功。一個紅槍會老師據說可用氣功控制一定距離之外的火光，先吹熄再燃點，他自稱在遇到土匪焚燒村莊時，可用氣功控制火勢。刀槍不入的信仰，成為窮人自我保護的有力武器:200-201。紅槍會作戰時喊叫衝鋒，不知戰略，不講地利，自信刀槍不能傷人，故能勇往直前，敵不消滅決不休止:97。

### 異教徒
紅槍會普遍尊重基督教而歧視回教，對基督教持比較寬容的態度，會保護偶然落入他們手中的傳教士，也不勉強基督徒參與紅槍會，有時倒邀請基督徒去勸誡紅槍會會員遵守十誡。有個在山東舉辦的佈道會，為了感謝傳教士賑災，各村長老主張紅槍會到會場提供保護。紅槍會卻歧視回教徒，會以回民不奉行紅槍會為辭而加以迫害，許多回民遭到洗劫被殺，房屋和清真寺被燒毀，或改作豬圈以示侮辱:178、201。

## 組織

### 成立基礎
全盛時期，紅槍會會眾有300萬，僅河南一省就有150萬:202，以當時河南總人口約2900萬為計，約佔總人口的5.2%:310。紅槍會是按地緣而非血緣關係整合的社會組織。以社區為基礎，對付掠奪威脅，包括許多名號和習慣各異的分支:163-164。許多會派與紅槍會名異而實同，如黃槍會、綠槍會、白槍會、黑槍會等:130、132、135。紅槍會有時又以連莊會的名義出現。村莊是最基本的組織單位，基層指揮部叫香堂或會堂，通常設在廟宇或祠堂裏，外觀莊嚴，彷彿軍隊的司令部，門前縣掛三英尺見方的黃龍旗:184、202，旁貼「某地紅槍會」字條，並有手持紅纓槍、刀劍或手槍的會員站崗。紅槍會因被視為顛覆勢力而禁止在縣城活動，他們便以「紅學」為名重新組會，中心指揮部便稱「學校」，所在地可能就設在當地學校裏。內部裝飾簡樸，在禮拜廳內，神壇上常縣掛著黃裱紙，上書所敬拜之神名。香爐兩旁點油燈，可供夜間禮拜照明之用:203。
紅槍會的建立，幾乎總由村莊的名流發起，邀請紅槍會老師來村裏教授武術和符呪。僱一位紅槍會教師所費不多，安排好住所、伙食便可，歡迎宴散會後，老師即在村中設立神壇，著指指導會員練習法術。紅槍會基層組織的人數多寡不一，從幾十人到幾百人不等，主要取決於村莊大小和受掠奪威脅的程度。許多村莊實際上每家（包括地主）至少送一子入會。年齡18歲以上，家中有地者才可以成為會員。要求入會者，須有二人擔保，還要審查其背景與品行:203，女人則不准入會:85。凡參加的青年，於每日晚飯後，持紅槍聚集一堂，拜神練功，約一個多小時即散，留二人守堂，遇有緊急事故，留守人鳴鑼或吹號角為號，眾人皆手執紅槍集會:9。會與會之間，只有橫的關係，沒有縱的關係，彼此不相統屬，遇有重大事故，各會可互相聯絡，結合數十百村甚至數縣一致抗敵:84。在河南，紅槍會進一步擴展，構成連莊跨鄉的網絡。但紅槍會活動範圍有限，不便於機動作戰，村與村的合作程度，取決於紳士名流間的交情。許多紅槍會偶爾能合兵一處，與匪、兵戰鬥，但這些聯盟是不牢靠的，經常是短暫的。紅槍會偶爾也和其他秘密會社合作，在山東南部，曾與當地興盛的無極道、小刀會攜手，一同抵抗土匪和士兵的侵擾:163、207-209。

### 財政
紅槍會的財政情況因地而異，有時經費取自入會費，更常見的是按村民佔有土地的數量進行攤派，兩種方法並用也很普遍。有些村子，凡為會員者，須繳納一元三角的入會費，外加地產保護費每十畝每年二角。非會員要交納雙份的保護費，以吸引人入會。少數地方對所有成年人征收人頭稅。有些地方參加紅槍會是強制性的，不參加著要按其家庭情況課以罰金，充為會資。罰金比人頭稅高出好幾倍。紅槍會互助合作的方式，取決定村莊的構成。在一個由地主及其佃戶組成的村子裏，地主自然成為首領，他向眾佃戶提供武器，要求佃戶將加入紅槍會作為他們租佃契約的一部份，形成一種保護與被保護的關係。這樣的村子相對較少:204。如在湖北麻城，紅槍會則是專門效力於當地地主的一幫保鑣和打手，村莊領袖強迫窮人加入其紅槍會組織，並招來河南老師訓練和指揮他們:267。在擁有一家或多家富戶的村子裏，可能僱用職業紅槍會提供長期保護，由於要價高，又不可靠，這種情況也不常見。在自耕農居多的村子，紅槍會組織最盛行，儘管領導權仍然為紳士名統所控制，但其成員多是普通農民，平時耕種，遇到入侵威脅時才拿起武器。會首甚至是選舉產生的，所有成員大致平等。成員一般是自己武裝自己，較富裕者買得起毛瑟槍，比較貧窮的成員，便只有紅纓槍做武器:204。

### 領導
紅槍會內部組織分兩部份：一曰「文壇」，專管文件、財政、獎懲等事，一曰「武壇」，負責訓練及演習刀槍、符籙等事。文壇領袖稱「會長」或「學長」，掌握紅槍會活動的決定權，絕大多數由地主、富農及曾在前清獲得過功名的士紳來充任。許多時候，紅槍會會長和當地保長是同一人。應這些地方名流之請，第二類領袖即宗教教師出現，人稱「老師」或「導師」。他們設壇傳教，負責宗教及武術訓練。這些人也許參加過義和團，大多來自山東西部，穿行於華北平原，到處傳播他們的法術。老師最初都是來自山東西部，隨著運動蔓延，各地老師開始由本地人充當，當請來的老師要到其他地方設壇傳教時，會眾中一位忠實門徒，往往是富家子弟，便會受任命為接班人:205。有時會員學成各種法術後，老師辭去，由會員推選有膽量見識而法術高者為大師兄，其餘稱師弟，大師兄秉承神靈命令，統轄一切，指揮成員:84。因單個村莊往往無法扺禦大規模匪軍之殺掠，因此相鄰的紅槍會組織便結成聯盟，遇事互相幫助。當多個村莊參與聯盟時，他們便在地方集鎮上設立聯合指揮部，協調5-30個村莊的行動，人數一般有數千之眾。一聞三聲號炮，所有會員必須集結待命，指揮官從參與聯盟的文壇首領中選出，有時總教頭也協助指揮官發號施令，各地各派首領被稱為「結義兄弟」:206。

## 中共對策
中共試圖拉攏紅槍會。1920年代中期，紅槍會吸引了中共的注意，被視為重要的工作對象。1925年，中共派農民運動份子到河南，負責滲透紅槍會並改造它。視之為革命先驅。最初工作成效不大，9月時，中共召開了一次來自12個縣的紅槍會、共計35名代表參與的會議，與會者既缺乏代表性，參加的還大多是派到紅槍會工作的中共黨員。雖然沒有直接成功，中共對紅槍會的興趣有增無減:218-219。1926年，陳獨秀和李大釗都撰文認為紅槍會可以改造。同年7月，紅槍會在中共中央全會被視為在華北地區建立農民協會的基礎，還可變為農民協會的武裝力量。但事實上紅槍會並不如想像中那樣容易接近。1927年，中共農民運動講習所的42名河南籍學生被派回鄉發動農民工作，發覺不受紅槍會歡迎，因為中共要打倒地主，紅槍會則保護地主:220-222，反對青年知識份子試圖把他們改組為農民協會。同年5月，紅槍會因中共槍決了24個「劣紳」，組織了一支千多人的部隊，殺死兩名農民運動工作者，9名政治部官員和4名黨員，並在三地切斷京漢線，斷絕北伐軍和武漢間的交通。有些紅槍會名義上宣稱效忠共產黨，但實質上不是真正的農民協會，很少服從黨指導，甚至對左派宣傳充滿敵意。紅槍會開始被視為中共發動群眾工作的障礙，被土豪劣紳所控制。中共決定要離間紅槍會首領和普通成員，使農民回到農民協會的旗幟下:224、226。 
紅槍會不易順從，對中共重新分配財產的思想充滿敵意，沒有被中共所發動。1927年在信陽縣，中共與光蛋會合作打擊地主，結果紅槍會聯合民團進行報復，佔領了光蛋會的根據地:227-230。中共仍然強調紅槍會是民眾動員工作的對象，1928年中共採用改造和吸收的方針，指出應聯合紅槍會，利用一般會眾和首領之間的矛盾對立，使其組織解體，改編並吸收其武裝到紅軍裏:45-46。抗戰時期，中共改變了土地改革的政策，鼓勵紅槍會變為抗日遊擊隊。劉少奇主張要尊重紅槍會的信仰和習慣，同時對他們進行教育，激發其民族感情:231、235。1938年，山東的共產黨和紅槍會幾次聯合攻打日軍。1940年，據報許多安徽紅槍會成員加入或被改編為新四軍。紅槍會等秘密會社被中共視為同盟者，中共黨員應打擊會中的頑固反共份子，而不是要鬥爭紅槍會等本身，但紅槍會往往冷待改編的要求:236、238、242。